# AIM-132 ASRAAM
De AIM-132 ASRAAM is een moderne lucht-luchtraket voor de korte afstand, een raket die is ontworpen om vanuit een vliegtuig andere vliegtuigen neer te halen.

## Ontwikkeling

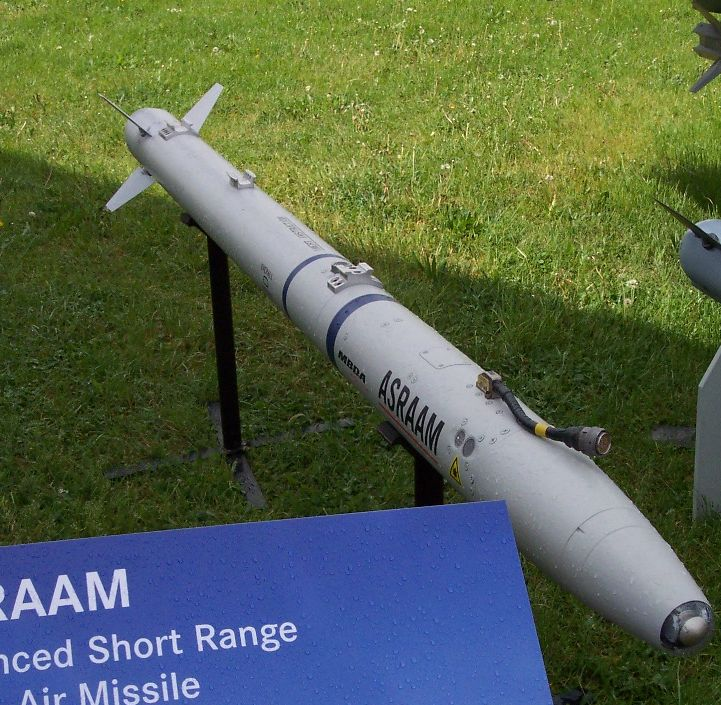
AIM-132 ASRAAM.

De ontwikkeling van de ASRAAM komt voort uit een afspraak (niet meer geldig) tussen de Verenigde Staten en enkele andere NAVO-landen om lucht-luchtraketten gezamenlijk te ontwikkelen. Volgens deze afspraak zou Amerika de middellangeafstandsraket (AMRAAM), en Europa de volgende generatie korte-afstandsrakketen (ASRAAM) ontwikkelen. Het stuklopen van deze afspraak leidde tot de door Europa ontwikkelde MBDA Meteor, de concurrent van de AMRAAM en de opwaardering van de Amerikaanse AIM-9 Sidewinder. Het Verenigd Koninkrijk en Duitsland besloten tot de ontwikkeling van de AIM-132. Duitsland stapte in 1990 uit dit project en ontwikkelde vanaf 1995 zijn eigen IRIS-T. De AIM-132 werd in 1998 in gebruik genomen als vervanger van de AIM-9 Sidewinder.
Na de  Russische invasie van Oekraïne van 2022 werd in het Verenigd Koninkrijk een Supacat-grondvoertuig ontwikkeld dat de AIM-32 als luchtdoelraket vanaf de grond kan lanceren en doneerde deze aan Oekraïne. Ze zijn in deze functie effectief gebleken tegen HESA Shahed 136 drones en gevechtshelikopters.

## Werking
De ASRAAM is een doelzoekende raket die door middel van Traagheidsnavigatie en infrarood zijn doel zoekt.